# Palazzo Fiaccadori

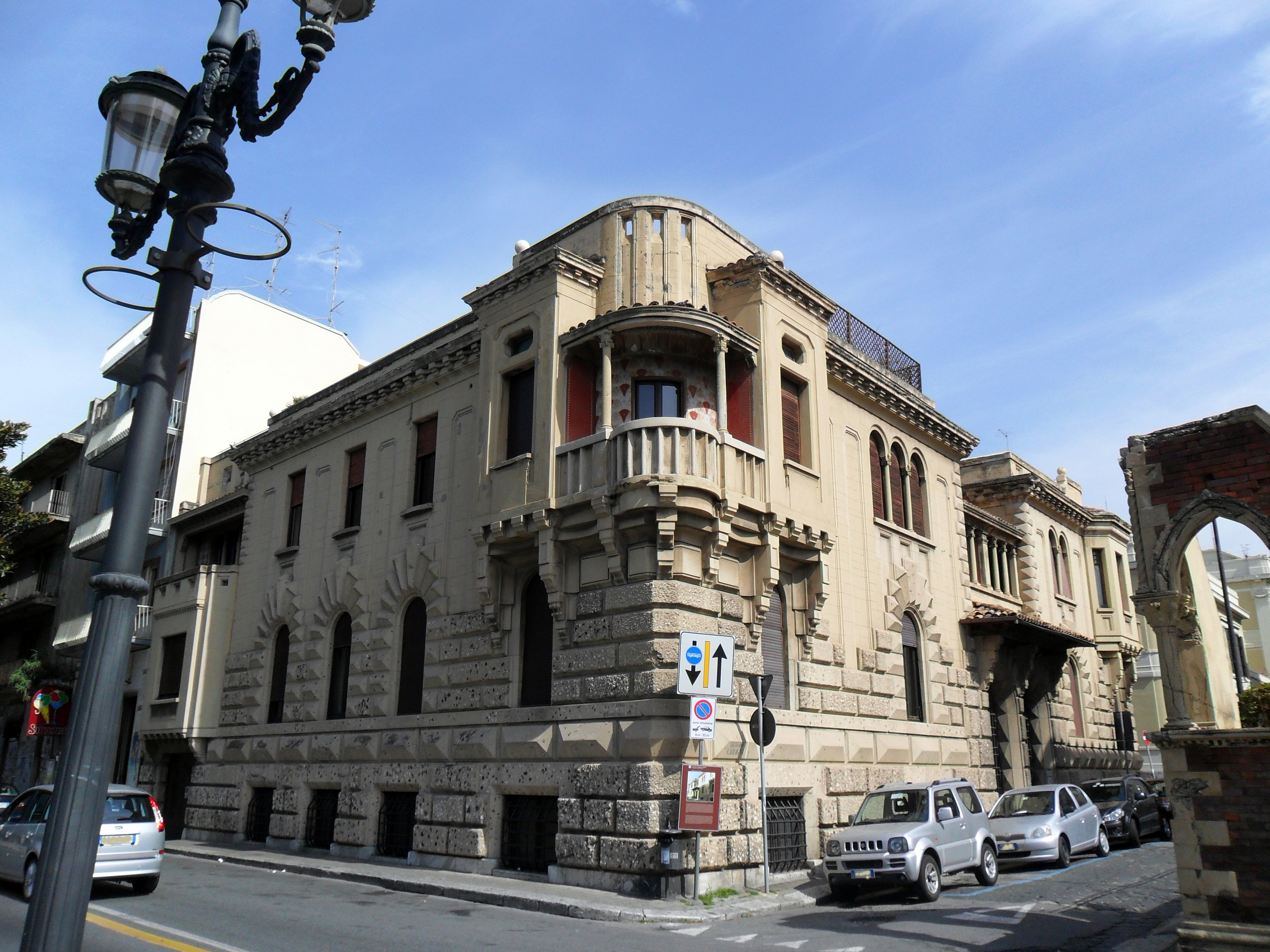
Palazzo Fiaccadori in Reggio Calabria

Der Palazzo Fiaccadori ist ein Palast aus den 1920er-Jahren im historischen Zentrum von Reggio Calabria in der italienischen Region Kalabrien, der sowohl Elemente der Renaissance als auch des Jugendstils zeigt. Der Palast hat seinen Haupteingang an der Via Biagio Camagna und seine Seitenfassaden am Corso Vittorio Emanuele III und an der Via Zaleuco.

## Geschichte
Das Gebäude, in dem heute Privatwohnungen untergebracht sind, wurde 1922 von den Bauingenieuren Pietro Fiaccadori, Arata und Del Piano projektiert und 1924 fertiggestellt.

## Beschreibung

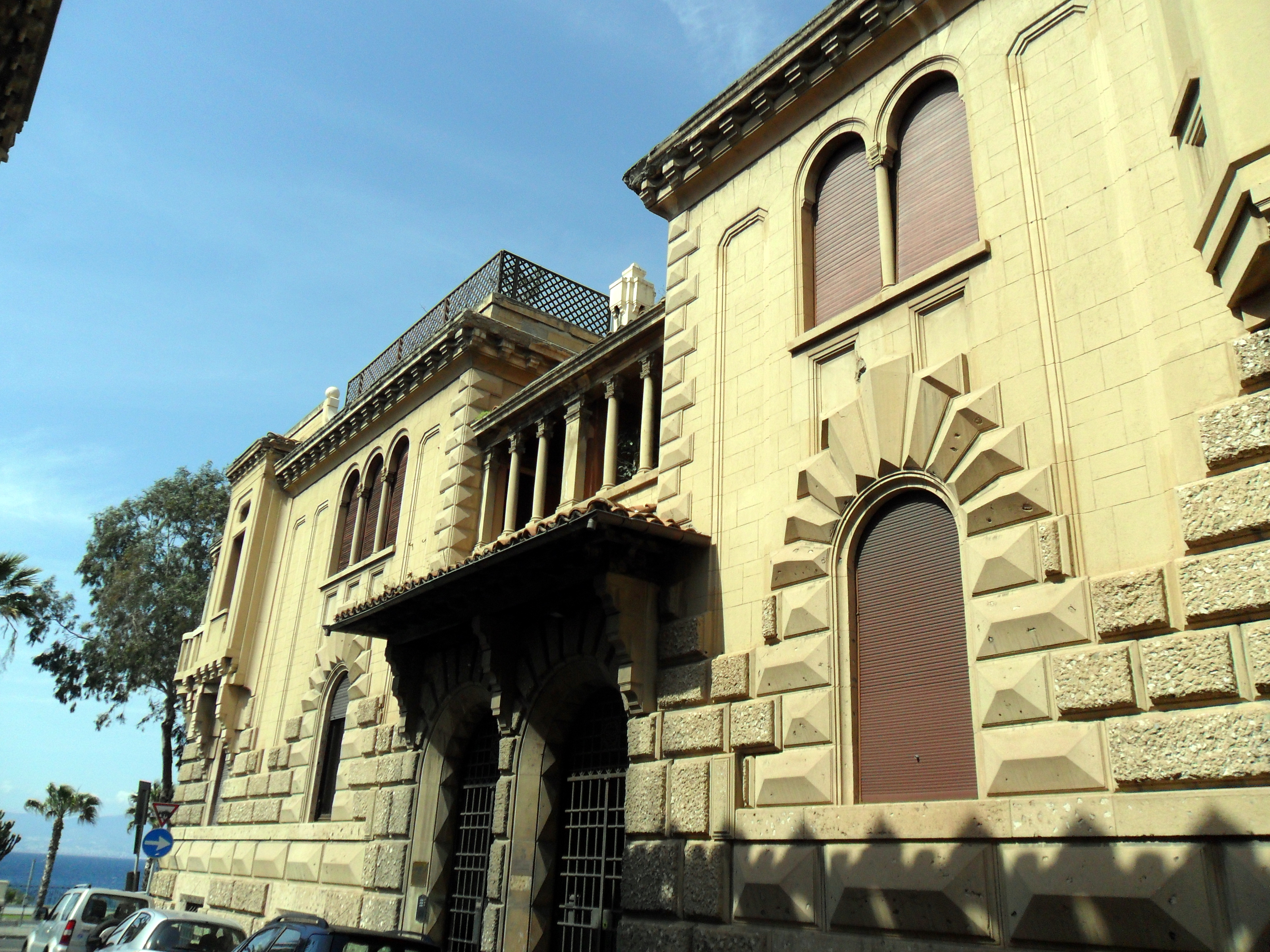
Hauptfassade an der ‚‘Via Biagio Camagna‘‘

Der Palast mit rechteckigem Grundriss besteht aus zwei Baukörpern, die aus einem Tiefparterre, einem Hochparterre und einem Obergeschoss bestehen. Die Fassaden zeigen sich von einer künstlerischen Sprache der Renaissance mit Einflüssen aus dem Jugendstil durchsetzt. Das Gebäude sitzt auf einem großen Keller, in den die Fenster des Tiefparterres, gerahmt durch horizontales, raues Bossenwerk eingesetzt wurden. Der Eingang an der Via Biagio Camagna wird durch ein gemauertes Vordach geschützt, das durch Konsolen mit geometrischen Motiven gestützt wird. Auf der Nordseite dominiert ein Bogenfenster mit einer großen, quadratischen Öffnung und erhöhter Schwelle, gestützt durch zwei robuste Konsolen. Im Obergeschoss endet das Gebäude mit einer Veranda mit zinnenbewehrter Brüstung und einer einfachen Balustrade darüber. Die Wand der Veranda ist von der Ebene der Fassade zum Corso Vittorio Emanuele III zurückversetzt und setzt sich in der Dachbodenwand fort, an der sich drei Fenster öffnen. Im oberen Teil der Schwellermarkierung ruht ein verziertes Band, das aus Stein mit Bossenwerksfinish besteht, an der entlang sich drei Halbbogenfenster mit Schlusssteinen mit verlängertem Relief finden. Die Fenster in der Nähe der Gebäudeecke befinden sich zwischen zwei großen Konsolen, die den Balkon im Obergeschoss stützen. Die Ecklösung spielt mit dem gesamten Gebäude, ds zwischen Vor- und Rücksprüngen eine Veranda mit Panoramablick in die schmale Gasse hervorhebt, bedeckt durch ein Vordach mit Fliesen. Die Wand der Veranda ist mit geometrischen und floralen Motiven unterschiedlicher Farben verziert.